# Omar Duranboger
Omar Duranboger(La Paz, 21 de junio de 1936) es un artista, escultor, pintor, y actor boliviano.
Hijo del escritor Luciano Durán Böger y Justina Aguilar, su nombre completo es Luis Edgar Omar Duranboger Aguilar.
Artista plástico de profesión con especialidad en restauración, estudió en la Escuela Superior de Bellas Artes de La Paz, Bolivia, de la cual fue docente y director. Fue también profesor en escuelas primarias y sencundarias, docente en varios institutos y universidades.

## Premios y reconocimientos

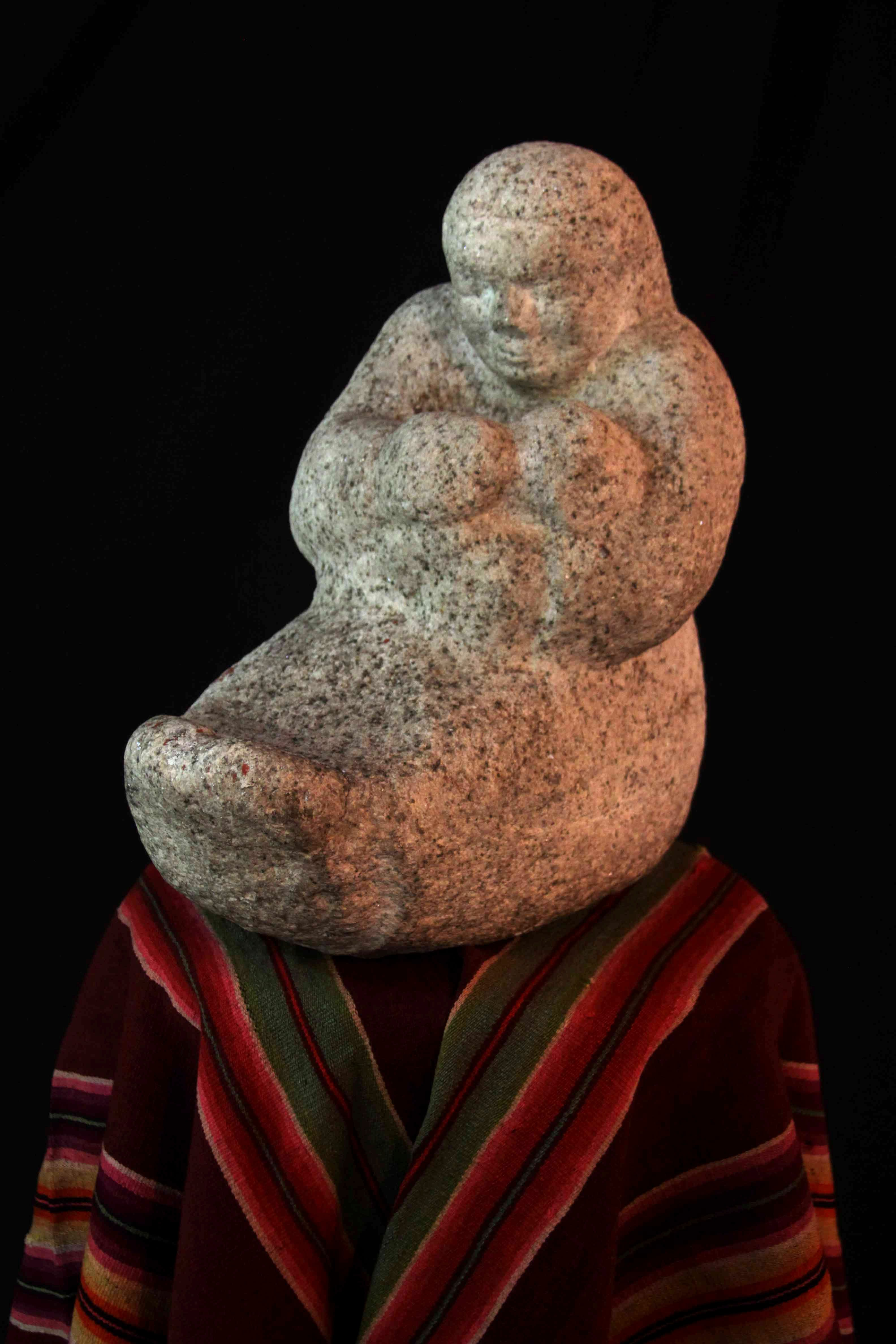
"Thanta wawa"(1962) Talla del artista en granito de canto rodado

Recibió los reconocimientos "Mención de Honor" y el "Premio Estímulo" en el 5º Salón Nacional de Artes de Bolivia. En noviembre de 2016 fue condecorado con la "Medalla en honor al mérito cultural y artístico" por la Asociación Boliviana Pro Arte, en reconocimiento a sus años de docencia artística y sus múltiples actividades en favor de la cultura boliviana.

## Actuación
El año 2008, protagonizó la película Hospital Obrero, dirigida por Germán Monje, en la que interpretó al personaje principal Pedro D. Murillo. El 2014 actuó en la película Olvidados del director Carlos Bolado.

## Galería

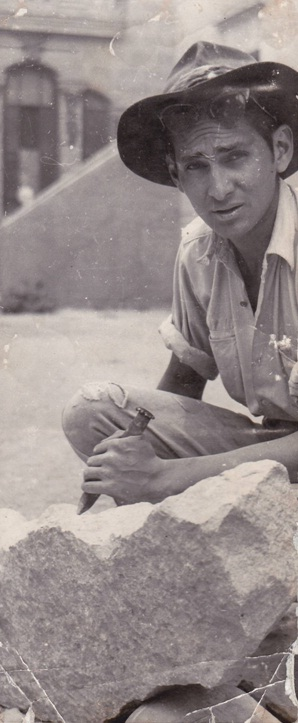
El artista tallando granito
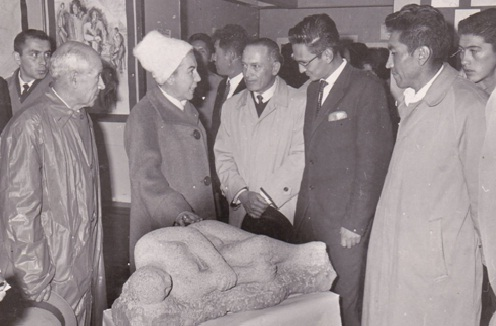
El artista junto a los maestros Genaro Ibañez, Marina Nuñez del Prado, Alejandro Gonzáles y Víctor Zapana Serna
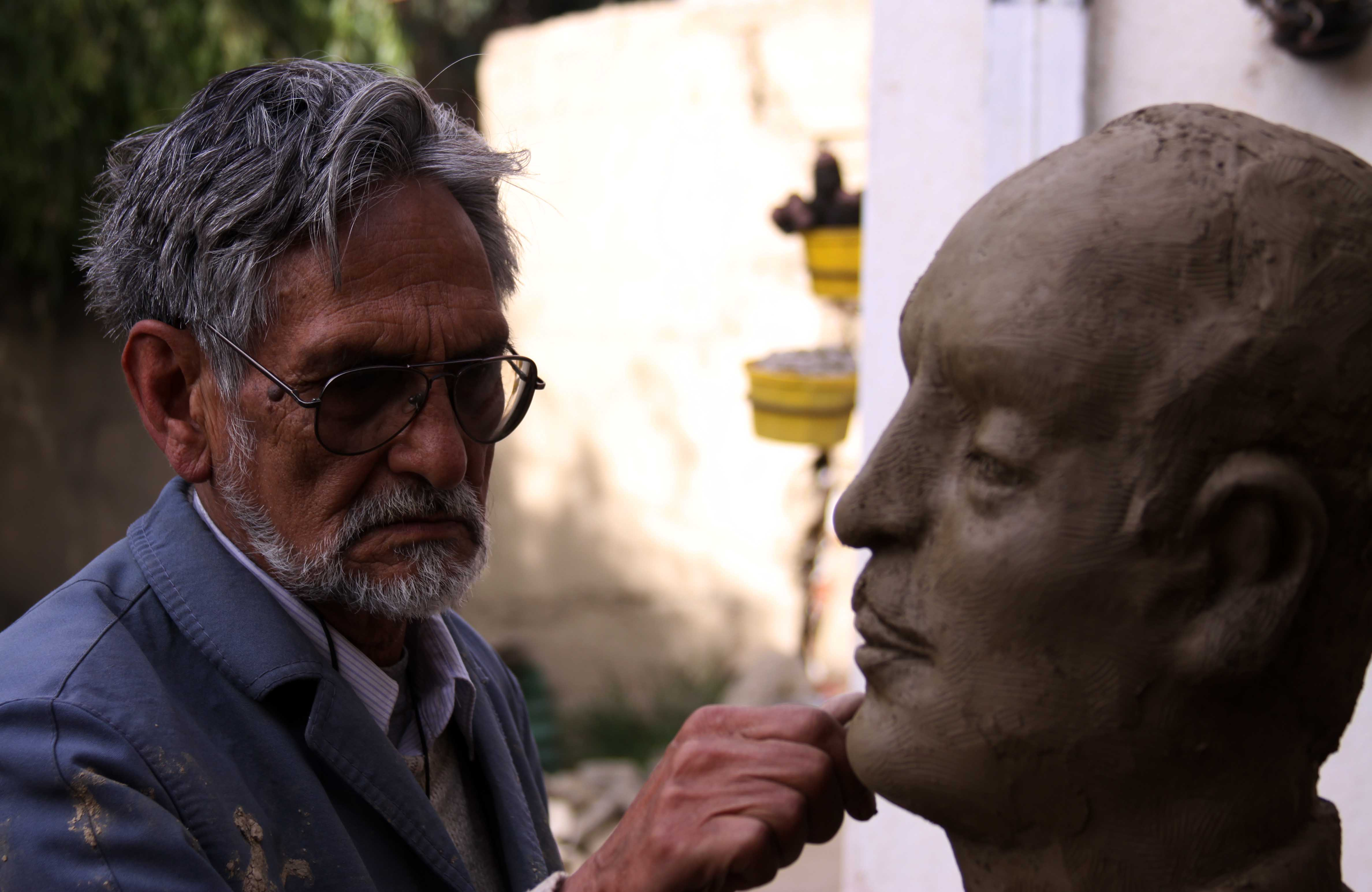
El Artista esculpiendo un busco en arcilla
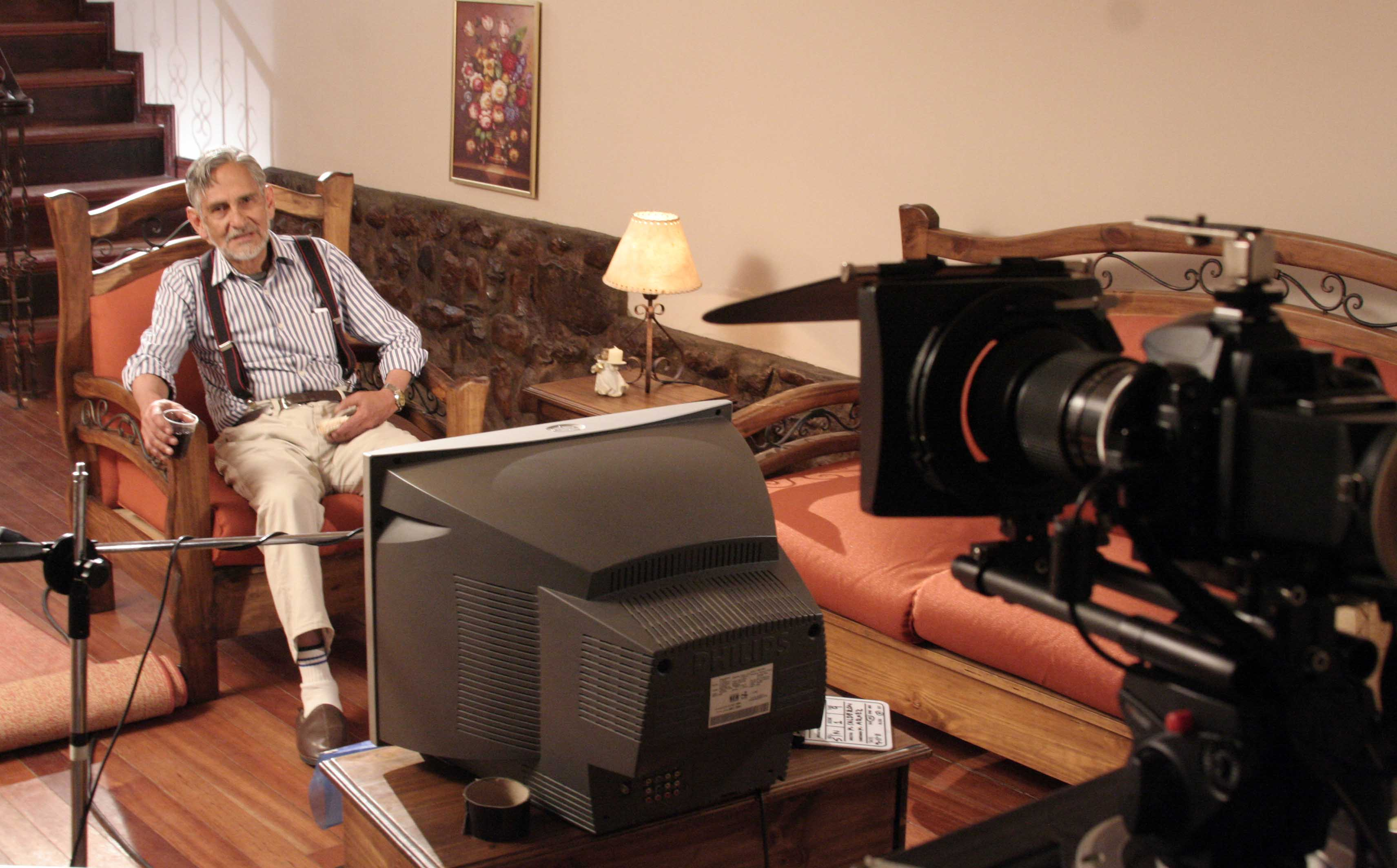
Rodando un spot publicitario